# Pheidole buchholzi
Pheidole buchholzi är en myrart som beskrevs av Mayr 1901. Pheidole buchholzi ingår i släktet Pheidole och familjen myror. Inga underarter finns listade i Catalogue of Life.